# Alimentation Couche-Tard

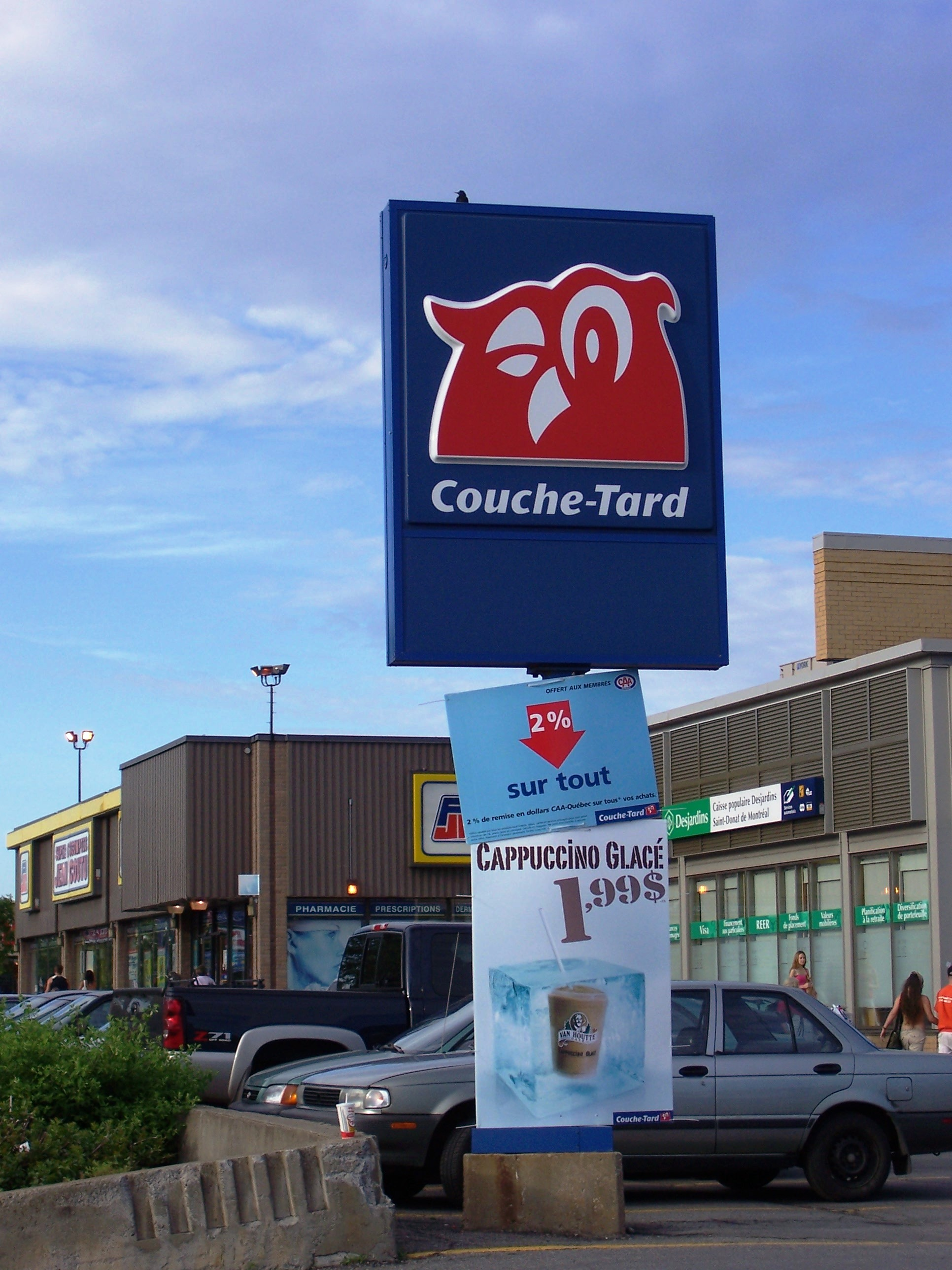
Couche-Tard-skylt i Montréal, Québec.

Alimentation Couche-Tard Inc., ofta skrivet enbart Couche-Tard, är ett kanadensiskt företag och en av världens största ägare av bensinstationer och närbutiker. Företagets huvudkontor ligger i Laval, Québec, och de har försäljningsställen i Nordamerika, Asien, Oceanien och Europa. Under senare år har de expanderat i centrala och norra Europa.
I Sverige är de verksamma under varumärkena Circle K och Ingo.

## Beskrivning och historik
Couche-Tard driver globalt cirka 6 000 försäljningsställen, fördelat över Kanada, USA, Mexiko, Japan, Kina, Indonesien och Guam.

### Statoil-köpet
18 april 2012 meddelades att Couche-Tard ville etablera sig i Europa genom köp av Statoils tidigare dotterbolag, Statoil Fuel & Retail, för 15,9 miljarder NOK. Köpet slutfördes, vilket gjorde Couche-Tard till den största ägaren av bensinstationer i Skandinavien. Statoil hade 2 800 bensinstationer i Europa, vilket nu lades till de 6 000 bensinstationerna och närbutikerna man redan ägde i Nordamerika. Från maj 2016 bytte stationerna varumärke till Circle K.

## Namn och varumärken
Företaget använder som varumärken det egna företagsnamnet Couche-Tard och också Mac's, Circle K, Ingo, On the Run och Kangaroo Express.
Couche-Tards logotyp är en röd antropomorfisk blinkande nattuggla – couche-tard på franska.